# Von Richthofen and Brown
Von Richthofen and Brown is een Amerikaanse oorlogsfilm uit 1971 onder regie van Roger Corman. 

## Verhaal
Baron Manfred von Richthofen is een Duitse gevechtspiloot tijdens de Eerste Wereldoorlog. Hij kruist de degens met de Canadese piloot Roy Brown, die hem voorgoed wil uitschakelen.

## Rolverdeling
| Acteur              | Personage              |
| ------------------- | ---------------------- |
| John Phillip Law    | Manfred von Richthofen |
| Don Stroud          | Roy Brown              |
| Barry Primus        | Hermann Göring         |
| Corin Redgrave      | Lanoe Hawker           |
| Karen Ericson       | Ilse                   |
| Hurd Hatfield       | Anthony Fokker         |
| Stephen McHattie    | Werner Voss            |
| Brian Foley         | Lothar von Richthofen  |
| Robert La Tourneaux | Ernst Udet             |
| Peter Masterson     | Oswald Boelcke         |
| Clint Kimbrough     | Majoor von Höppner     |
| Tom Adams           | Owen                   |
| Ferdy Mayne         | Vader van Richthofen   |
| David Weston        | Murphy                 |
| John Flanagan       | Thompson               |